# Libchyně
Libchyně (en allemand : Libchin) est une commune du district de Náchod, dans la région de Hradec Králové, en République tchèque. Sa population s'élevait à 72 habitants en 2020.

## Géographie
Libchyně se trouve à 7 km au sud-sud-est de Náchod, à 31 km au nord-est de Hradec Králové et à 129 km à l'est-nord-est de Prague.
La commune est limitée par Sendraž au nord, par Mezilesí à l'est, par Slavoňov au sud et par Jestřebí à l'ouest.

## Histoire
La première mention écrite de la localité date de 1459.